# هوشنگ اسفندیار شهابی
هوشنگ اسفندیار شهابی استاد تاریخ و روابط بین‌الملل در دانشگاه بوستون است. تخصص او در سیاست و تاریخ فرهنگی خاور میانه، شیعه و قوانین بین‌الملل می‌باشد. هوشنگ شهابی سابقه تدریس در دانشگاه‌های هاروارد و دانشگاه کالیفرنیا، لس‌آنجلس را دارد.